# Зустріч Марії та Єлизавети

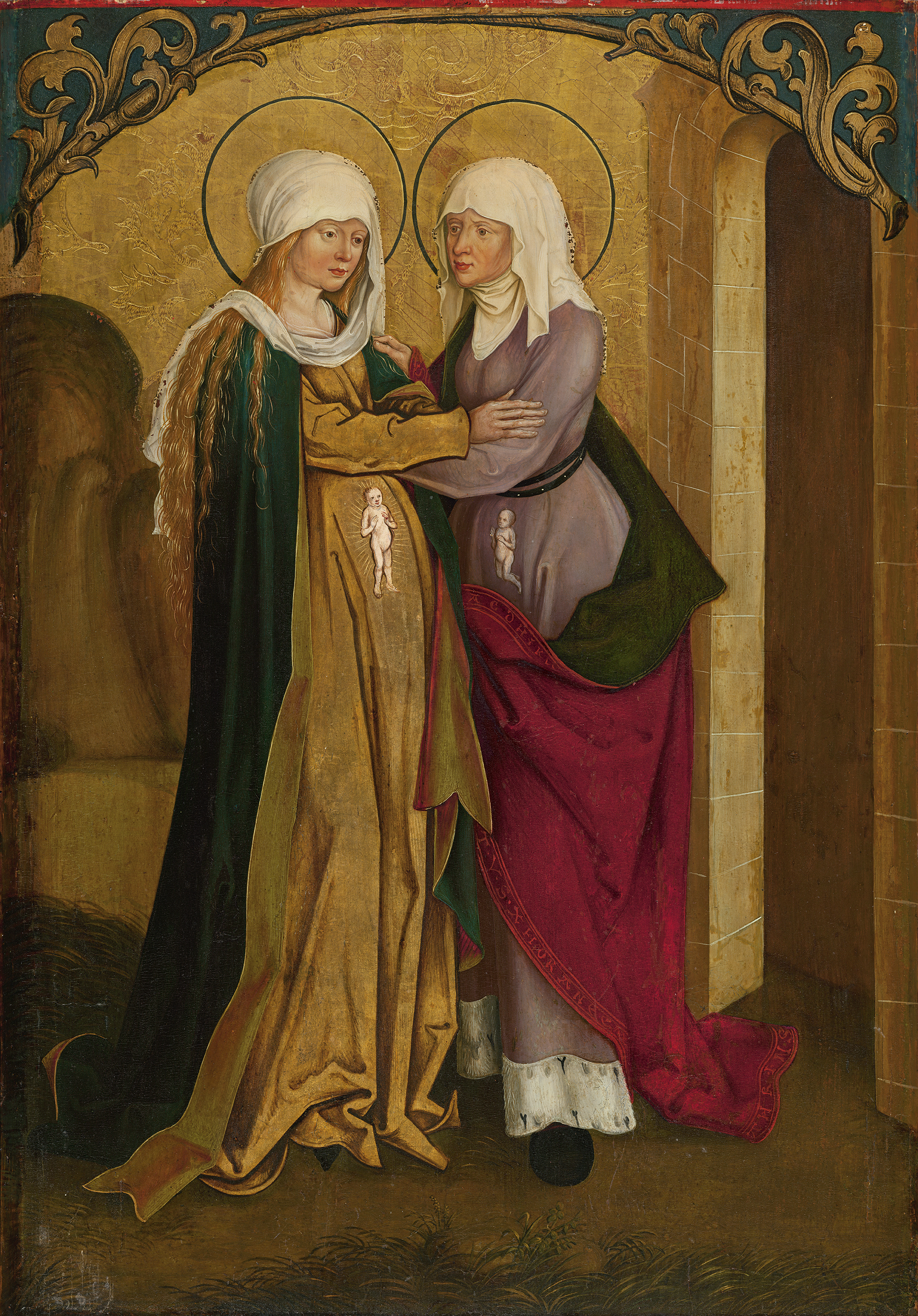
Якоб Стрюб. «Зустріч Марії та Єлизавети», бл. 1505. Ця незвичайна картина відрізняється тим, що у животах обох жінок позначено плоди — майбутні Іван Хреститель та Ісус Христос

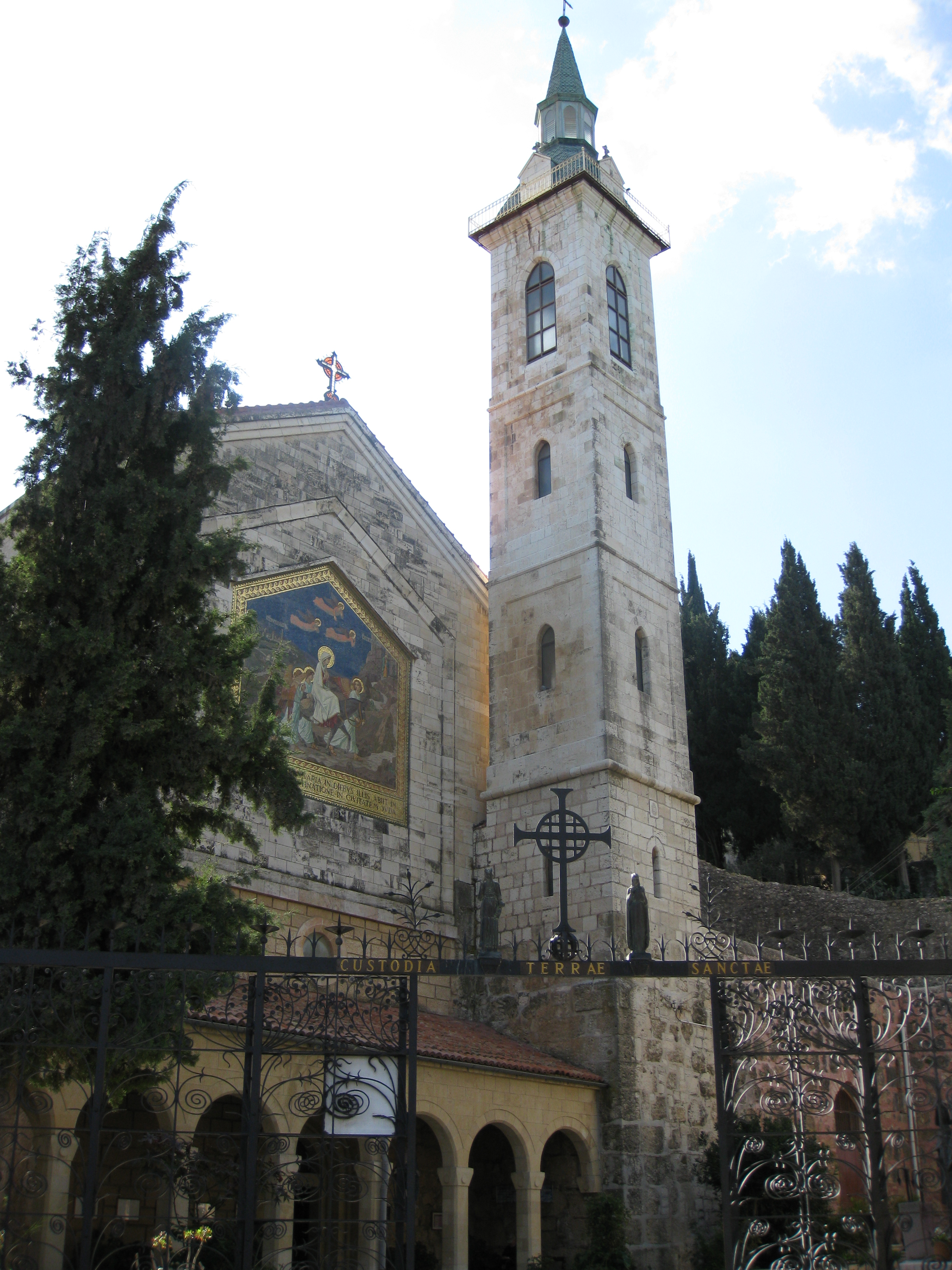
Церква Відвідин в Ейн Каремі

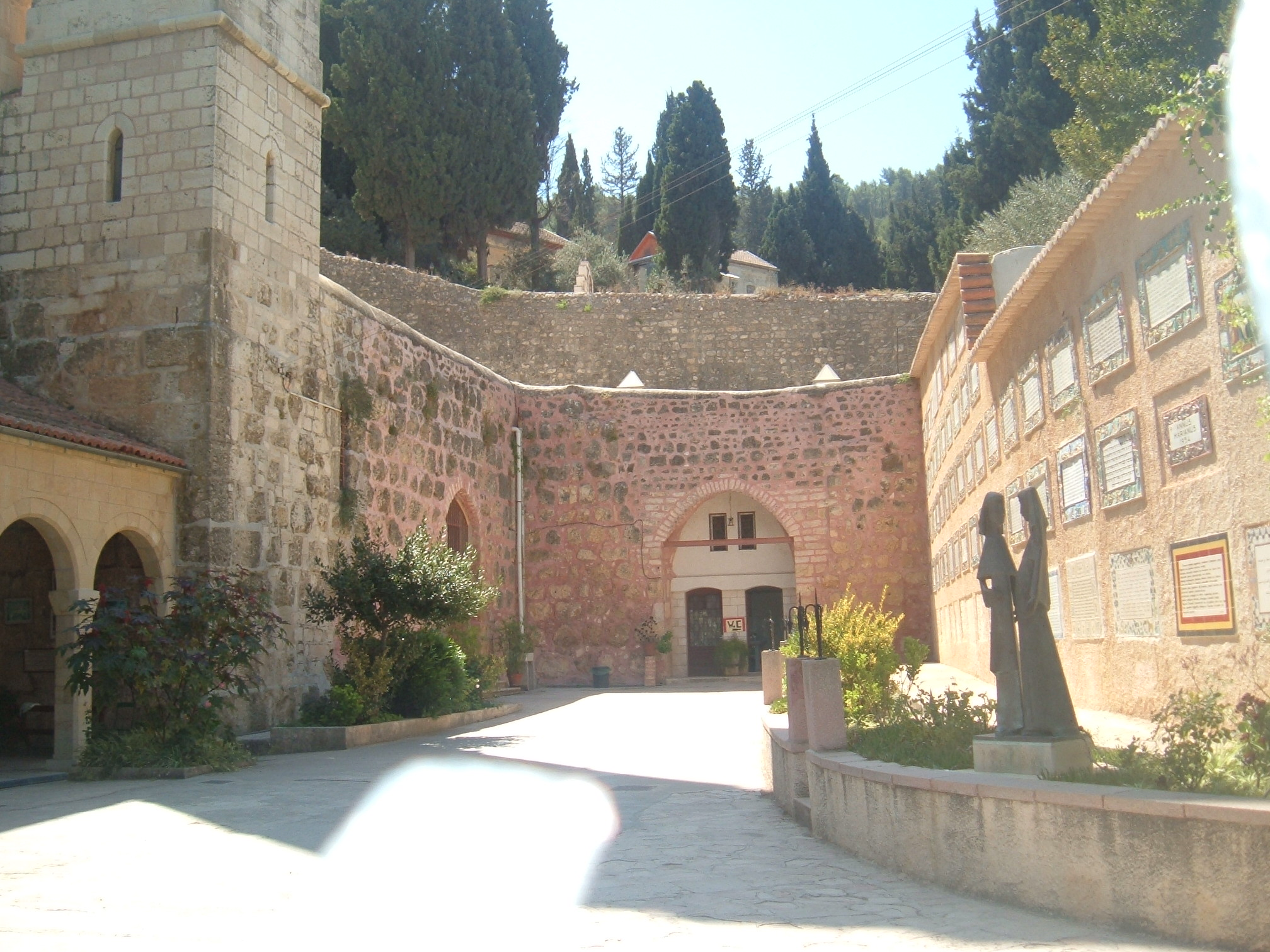
Монастирський двір перед Церквою Відвідання в Ейн Каремі

Відвідини Пресвятою Дівою Марією Єлизавети, Зу́стріч Марі́ї та Єлизаве́ти, Відвідання Марії (лат. Visitatio Mariae) — зустріч Діви Марії та праведної Єлизавети, що відбулась за кілька днів після Благовіщення; описано в Євангелії від Луки (Лк 1:39-56).
Католицька церква згадує цю подію на святі Відвідання Пресвятою Дівою Марією (31 травня чи 2 липня).

## Євангеліє від Луки
Відповідно до Євангелія від Луки, дізнавшись під час Благовіщення від архангела Гавриїла про те, що її немолода бездітна двоюрідна сестра Єлизавета нарешті вагітна, Діва Марія негайно вирушила з Назарета відвідати її до «міста Юдина» (Лк 1:39).
Таким чином, Єлизавета стала першою людиною, яка проголосила Божій Матері її майбутнє. Слова вітання Єлизавети увійшли до складу відомої християнської молитви, що в православ'ї називається «Пісня Пресвятій Богородиці», а в католицизмі — «Радуйся, Маріє». У відповідь Діва Марія вимовила величний вдячний гімн, що починається зі слів «Величає душа Моя Господа» (Лк 1:46-55), відомий у західній традиції як Магніфікат.
Відповідно до Євангелія, Марія прожила в домі Захарії та Єлизавети близько трьох місяців і повернулась до Назарета незадовго до народження Івана Хрестителя.

## Місце зустрічі
Відповідно до християнської традиції місцем зустрічі був дім Захарії та Єлизавети в поселенні, яке нині має назву Ейн Карем та є західним передмістям Єрусалима. На місці цього будинку зведено католицьку Церкву Відвідин й засновано францисканський монастир. Трохи вище схилом, приблизно за 20 метрів від Церкви Відвідин, за огорожею, розташований підземний храм на честь Івана Хрестителя російського Горненського монастиря.

## В образотворчому мистецтві
Цей сюжет, досить простий за іконографією, зустрічається як у католицькому, так і в православному мистецтві. Відомий з V століття (равеннський саркофаг) — жінки просто розмовляють. Пізніше сцена трохи ускладнюється та наповнюється знаками: жінки можуть обійматись, ускладнюються інтер'єри, вводяться служниці, святий Захарій чи Йосип.
Оскільки Єлизавета одружена, а Марія — Діва (Її заручини з Йосифом відбулись, проте шлюб ще не було укладено), то в більшості зображень Єлизавета подана в головному уборі, що цілком закриває волосся, а волосся Марії може бути розпущеним на знак Її нешлюбного статусу.

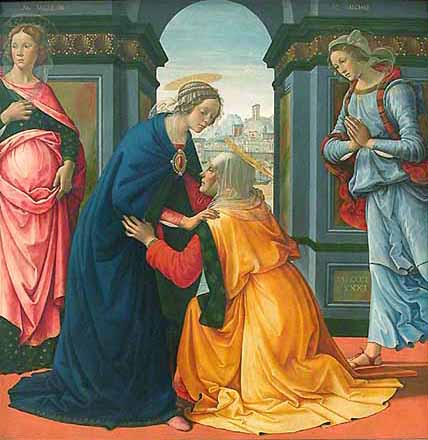
Картина Доменіко Гірляндайо
Картина П'єро ді Козімо
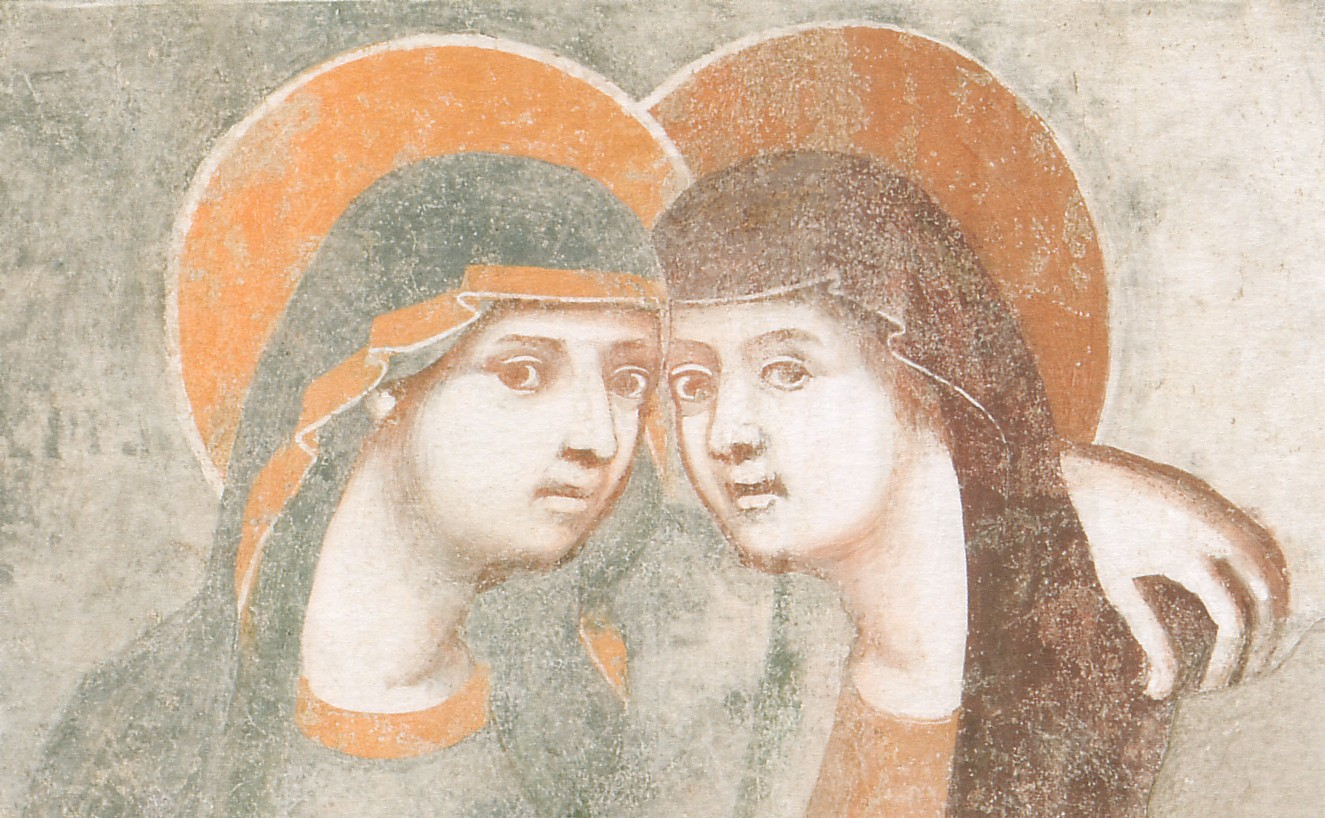
Фреска в монастирі Matris Domini, Бергамо
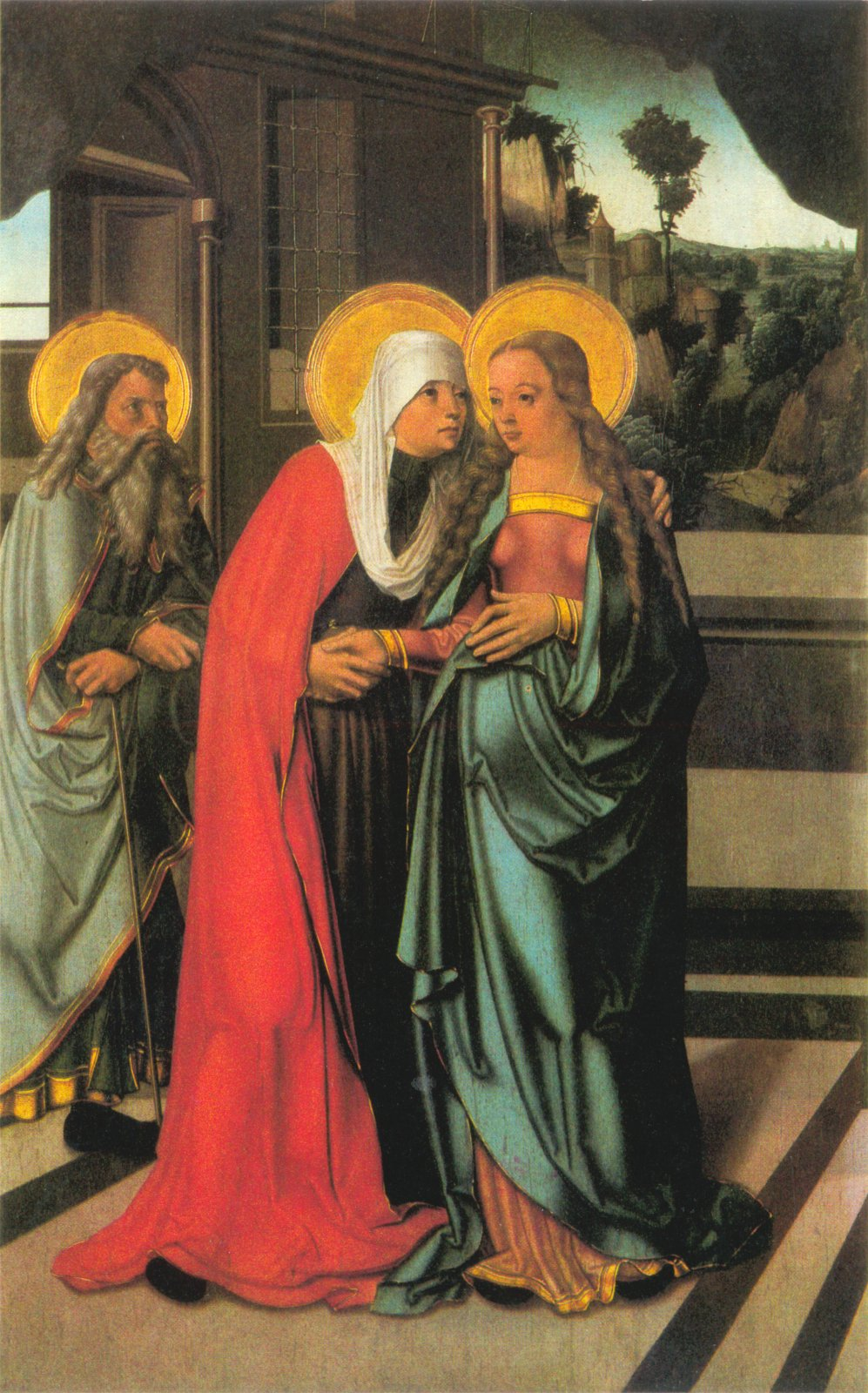
Майстер Літомержицького вівтаря. Стулка Страгівського вівтаря.

В мініатюрах православних рукописів немовлята Іван та Ісус можуть бути зображені у лонах матерів у медальйонах. Іконографія цього сюжету є надзвичайно стійкою. Епізод зустрічі Марії та Єлизавети — сюжет обов'язковий для богородичних циклів і тому частий у стінних розписах.

## Свято

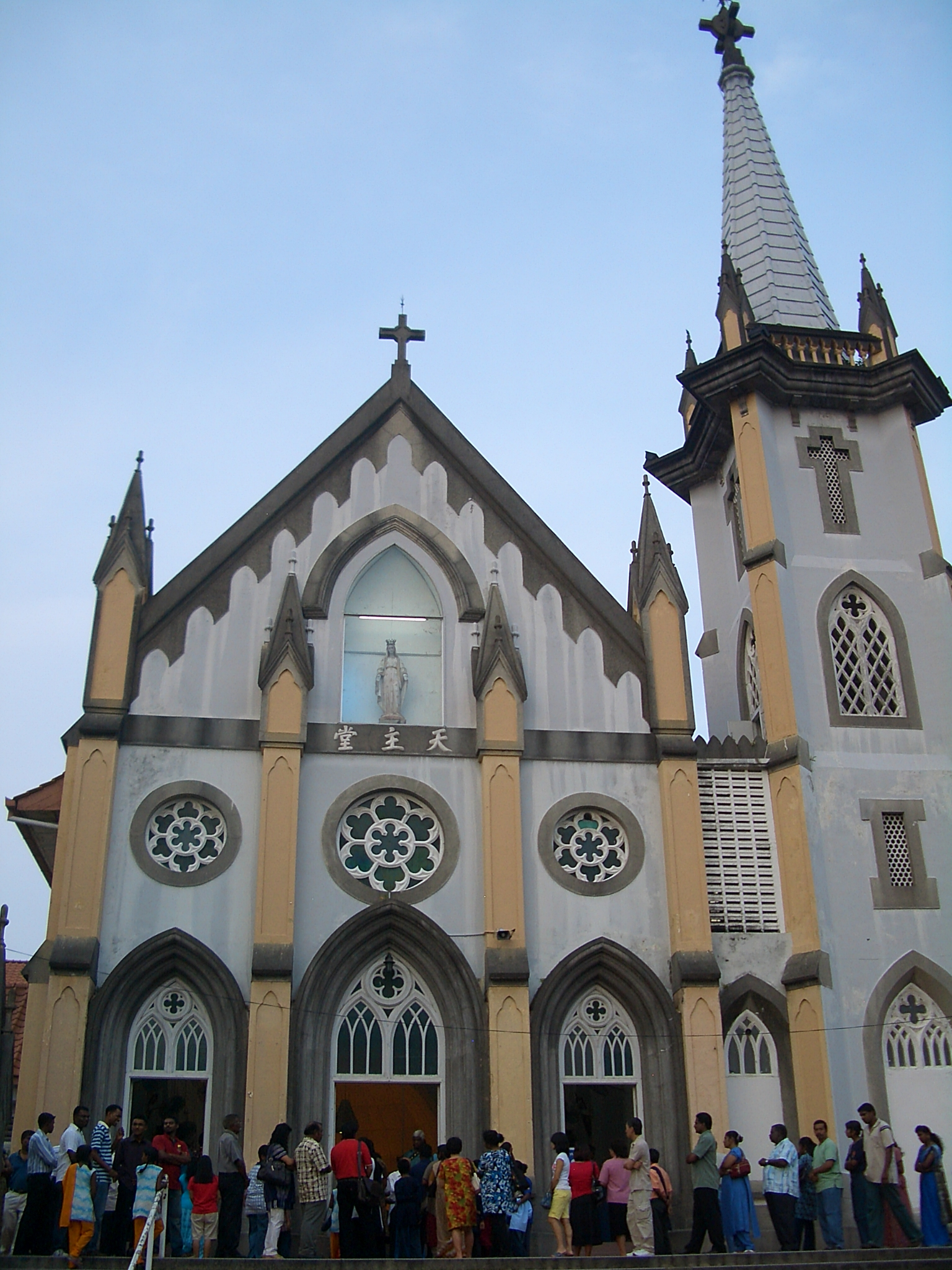
Престольне свято Відвідання в однойменній церкві в місті Серембан, Малайзія

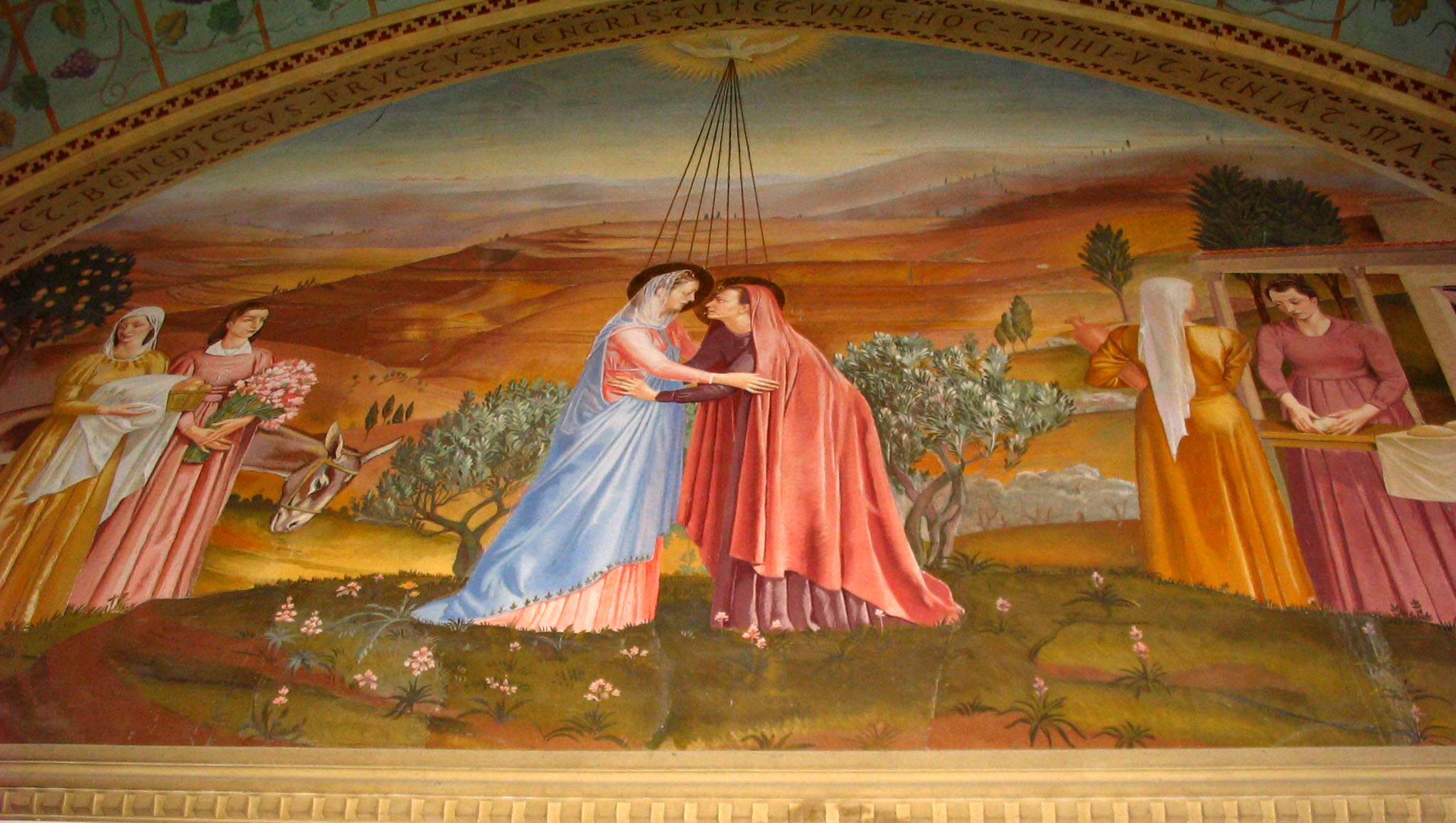
Фреска під куполом Нижньої Церкви Відвідин в Ейн Каремі, присвячена цій події

Святкування дня Зустрічі (частіше використовується термін «Відвідання») має середньовічне походження. Воно відзначалось Францисканським орденом ще до 1263 року, коли його було письмово рекомендовано Святим Бонавентурою. Завдяки впливу ордена воно поширилось, проте загальноцерковну ухвалу воно отримало тільки 1389 року, за наказом папи Урбана VI.
Раніше відзначалось 2 липня, потім дату було уточнено й перенесено на 31 травня, щоб потрапити між Благовіщенням і народженням Івана. Тим не менше, в деяких Церквах воно залишилось фіксованим на попередній даті.
На честь свята Відвідання була названа жіноча чернецька Конгрегація візитанток, створена 1610 року святим Франциском Салезьким і святою Жанною де Шанталь.